# オディエルヌ
オディエルヌ （Audierne、ブルトン語:Gwaien）は、フランス、ブルターニュ地域圏、フィニステール県のコミューン。2016年1月1日、エスキビアンと合併した。

## 地理
オディエルヌは、ゴワイヤン河口に位置し、森林に囲まれた丘の麓にある、漁業の町である。町の砂浜は全長1500mである。

## 歴史
オディエルヌはゴワイヤンの集落として知られていた。オディエルヌは、14世紀に書かれたボルドーの海事史料にその名が登場する。1321年、ヴェネツィア人ペトルス・ヴェスコンテの地図においてはOdierna、その後1580年にオランダの地図ではOdjernと記されている。
第二次世界大戦中、ヴィシー政権がオディエルヌに外国人捕虜収容所をおいていた。

## 経済
14世紀、沿岸漁業で豊富な海洋資源が提供されていた。鮮魚は地元で消費されたりしたが、売買用には塩漬けや燻製にされたり、干した魚が売られた。15世紀以降、オディエルヌの漁師たちはニューファンドランド島近海でのタラ漁に出かけていた。
オディエルヌではヨーロッパ諸国（オランダやスペインだけでなく、イギリスやベルギーも）との商業貿易が行われていた。塩と魚を売り、その売上金から布生地やワイン、香辛料を購入した。オディエルヌのカボタージュ船団はフランス沿岸を回っていた。
現在の経済の中心となっているのは観光業である。

## 人口統計
| 1962年 | 1968年 | 1975年 | 1982年 | 1990年 | 1999年 | 2006年 | 2010年 |
| ------ | ------ | ------ | ------ | ------ | ------ | ------ | ------ |
| 3782   | 3794   | 3517   | 3033   | 2746   | 2471   | 2321   | 2208   |

参照元:1999年までEHESS、2000年以降INSEE